# یامبور
یامبور (به لاتین: Yambor) یک منطقهٔ مسکونی در روسیه است که در سرزمین آلتای واقع شده‌است.